# Metcalfa persea
Metcalfa persea är en insektsart som först beskrevs av Metcalf och Bruner 1948.  Metcalfa persea ingår i släktet Metcalfa och familjen Flatidae. Inga underarter finns listade i Catalogue of Life.